# Дерринейн

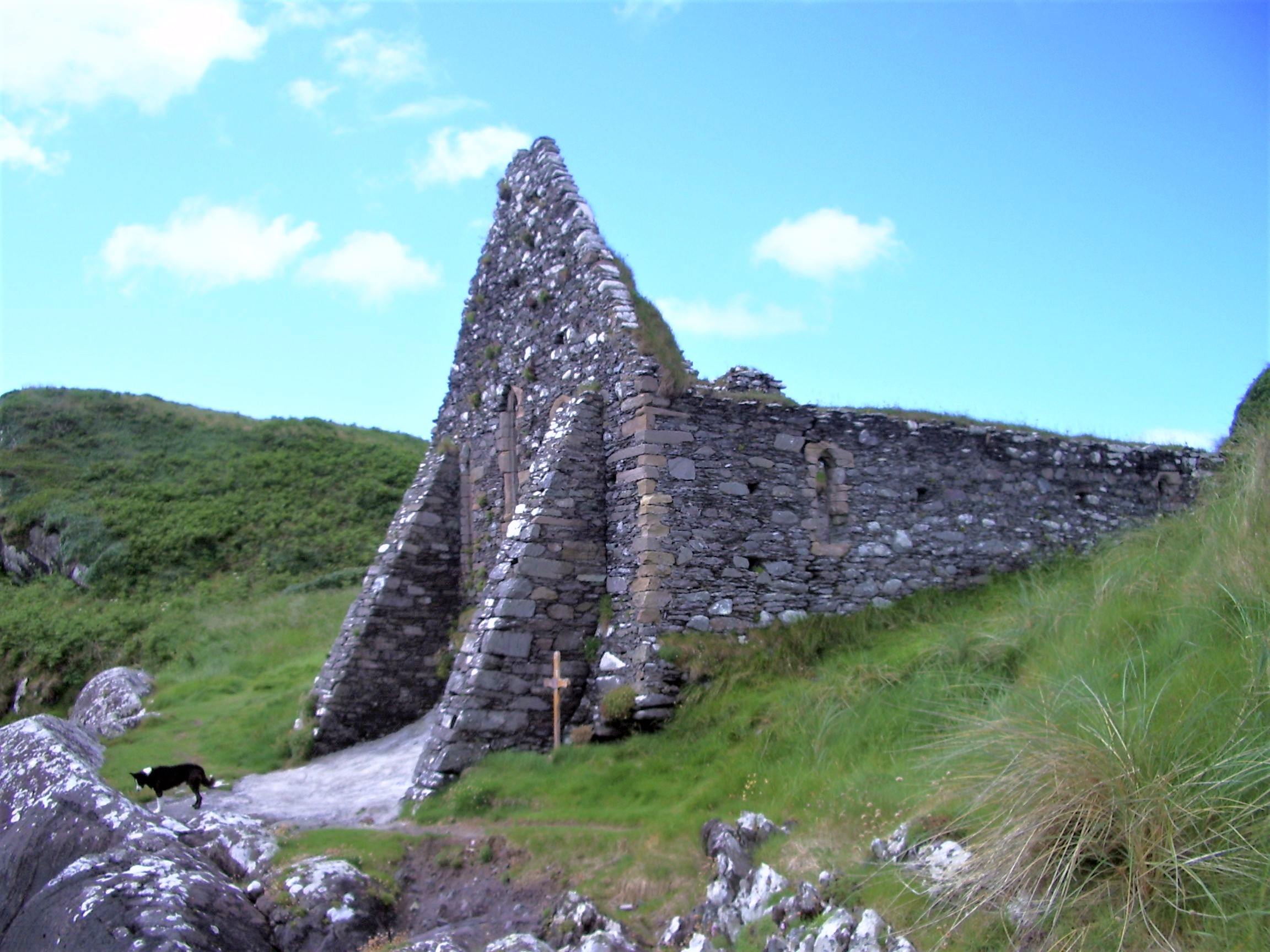
Руины монастыря в Дерринейне

Дерринейн (англ. Derrynane; ирл. Doire Fhionain) — деревня в Ирландии, находится в графстве Керри (провинция Манстер).